# Whites City
Whites City è un census-designated place (CDP) degli Stati Uniti d'America della contea di Eddy nello Stato del Nuovo Messico. La popolazione era di 7 abitanti al censimento del 2010. Whites City possiede un ufficio postale con ZIP code 88268.
La comunità è principalmente una località turistica per i visitatori del vicino parco nazionale delle Carlsbad Caverns. L'U.S. Route 62, l'U.S. Route 180 e la New Mexico State Road 7 attraversano tutta la comunità.

## Geografia fisica
Secondo lo United States Census Bureau, il CDP ha una superficie totale di 1,18 km², dei quali 1,18 km² di territorio e 0 km² di acque interne (0% del totale).

## Società

### Evoluzione demografica
Secondo il censimento del 2010, la popolazione era di 7 abitanti.

### Etnie e minoranze straniere
Secondo il censimento del 2010, la composizione etnica del CDP era formata dal 100% di bianchi, lo 0% di afroamericani, lo 0% di nativi americani, lo 0% di asiatici, lo 0% di oceanici, lo 0% di altre razze, e lo 0% di due o più etnie. Ispanici o latinos di qualunque razza erano il 71,43% della popolazione.